# Nowokałynowe
Nowokałynowe (ukr. Новокалинове) – wieś na Ukrainie, w obwodzie donieckim, w rejonie pokrowskim, w hromadzie Oczeretyne. W 2001 liczyła 521 mieszkańców.Od 27 Kwietnia 2024 pod okupacją rosyjską.https://liveuamap.com/en/2024/11-may-russian-ministry-of-defense-claims-control-over-borysivka